# 北播磨県民局

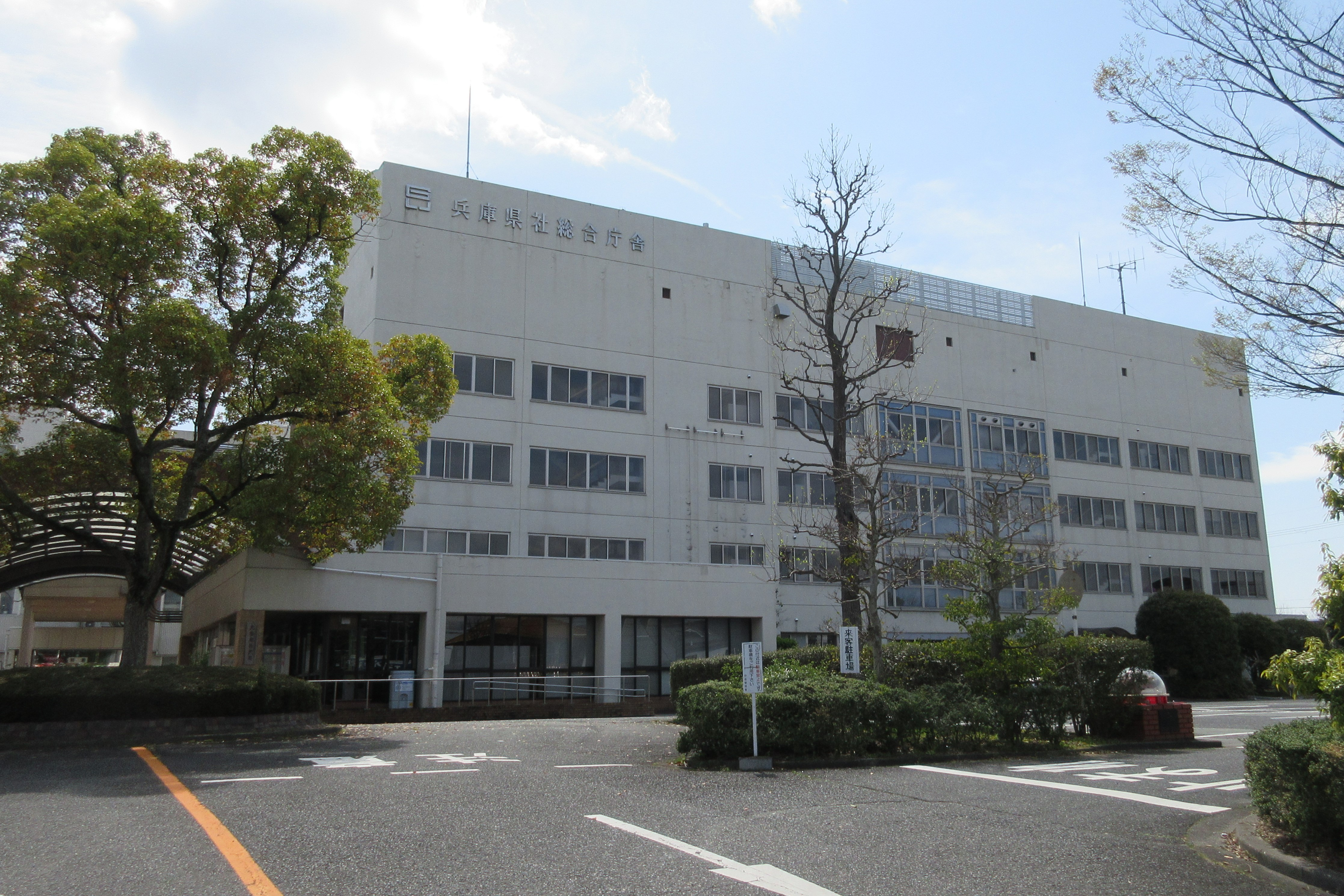
兵庫県北播磨県民局

北播磨県民局（きたはりまけんみんきょく）は、日本の地方自治法155条に基づいて設置されている兵庫県の支庁。
所在地は加東市の兵庫県社総合庁舎で、三木市に三木庁舎（加古川流域土地改良事務所）を設置している。

## 概要
前身組織として1942年（昭和17年）に設置された社町の加東地方事務所、北条町の加西地方事務所、西脇町の多可地方事務所が認められる。また、現在は北播磨県民局の管轄となっている旧美嚢郡域は明石市の明美（めいび）地方事務所が管轄していた。
1971年（昭和46年）より地方自治法第155条第1項の規定に基づいて県内各地に出先機関として県民局が設置され、3地方事務所の管轄区域は東播磨県民局（加古川市）の管轄となる。2000年（平成12年）に県民局の数を6局から10局に増設する県民局設置条例の改正が行われ、2001年（平成13年）4月1日に従来は東播磨県民局が管轄していた東播磨地域の北部を分割して加東郡社町（当時）に北播磨県民局が新設された。

## 管轄市町

兵庫県県民局及び県民センターの管轄区域図。点線は旧・摂津国、丹波国、播磨国、但馬国、淡路国、備前国、美作国の国境（幕末期）。

- 三木市
- 西脇市
- 小野市
- 加西市
- 加東市
- 多可郡
  - 多可町

## 組織
健康福祉事務所は他の都道府県における保健所に相当している。

### 社総合庁舎
- 総務企画室
- 県民生活室
- まちむら交流参事
- 加東県税事務所
- 加東健康福祉事務所
- 加東農林振興事務所
- 加東土木事務所
- 播磨東教育事務所加東教育振興室

### その他の施設
- 加西農業改良普及センター
- 加古川流域土地改良事務所（三木市）
- 加東土木事務所多可事業所

## 所在地・交通アクセス
社総合庁舎
- 兵庫県加東市社字西柿1075-2 郵便番号 673-1431

加古川線社町駅より神姫バス「社」「嬉野台教育センター」行きに乗り県総合庁舎前下車。
三木庁舎（加古川流域土地改良事務所）
- 三木市宿原寺ノ前70 郵便番号 673-0423